# 아르센 카사비예프
아르센 카사비예프(폴란드어: Arsen Kasabijew, 1987년 11월 15일~) 또는 아르센 카사비에비(카자흐어: არსენ კასაბიევი)는 조지아 출신 폴란드의 역도 선수이다. 조지아 국가대표 선수로 활동하여 2008년 하계 올림픽 남자 미들헤비급 종목에서 은메달을 획득했다. 2009년에 폴란드로 귀화했으며 폴란드 국가대표 선수로 활동하고 있다.